# Port lotniczy Vanuabalavu
Port lotniczy Vanuabalavu (IATA: VBV, ICAO: NFVB) – port lotniczy położony na wyspie Vanuabalavu, należącej do Fidżi.